# Quatuor Axelrod
Pour les articles homonymes, voir Axelrod.
Le Quatuor Axelrod (Axelrod String Quartet en anglais) est un quatuor à cordes américain fondé en 1998.

## Historique
Le Quatuor Axelrod, fondé en 1998, est l'héritier du Quatuor Smithson. Il succède à ce dernier comme quatuor en résidence de la Smithsonian Institution à Washington.
Le nom de l'ensemble fait référence à Herbert R. Axelrod et son épouse, donateurs à l'institution d'instruments précieux de Stradivarius (notamment l'Axelrod quartet), Amati et Vuillaume qui sont joués en concert par le quatuor,.

## Membres
Les membres de l'ensemble sont :
- premier violon : Ian Swensen, Marc Destrubé ;
- second violon : Marilyn McDonald ;
- alto : Steven Dann, James Dunham ;
- violoncelle : Kenneth Slowik.